# Sisobaoho (Lahomi)
Sisobaoho is een bestuurslaag in het regentschap Nias Barat van de provincie Noord-Sumatra, Indonesië. Sisobaoho telt 414 inwoners (volkstelling 2010).